# Bella Abzug
Bella Abzug, d'origen Bella Savitzky (Nova York, 24 de juliol de 1920 - 31 de març de 1998), va ser una advocada i política nord-americana d'origen jueu. Activista social i líder del moviment de dones. El 1971 va cofundar el National Women's Political Caucus. És la responsable de la frase "This woman's place is in the House—the House of Representatives",(el lloc de les dones és a la casa, a la Casa del Representants). Més endavant va rebre el sobrenom de «Battling Bella» (Bella la Combatent), «Mother Courage» (Mare Coratge), i «Hurricane Bella » (L'Huracà Bella ). El 1975 va ser nomenada presidenta de la Comissió Nacional sobre l'observança de l'Any Internacional de la Dona i el 1977 va organitzar la Conferència Nacional sobre Dones sota el mandat del president Gerald Ford i durant el mandat del president Jimmy Carter, va ser la responsable de la Comissió de Dones.

## Primers anys
Bella Savitsky va néixer el 24 de juliol de 1920 a la ciutat de Nova York. Els seus pares, Esther (Tanklefsky de soltera) i Emanuel Savitsky, eren jueus immigrants russos.
El 1933, quan el seu pare va morir, se li va prohibir recitar la Mourner's Kaddish (pregària de difunts), ja que aquest ritu estava reservat als fills dels morts i, per tant, ella queda exclosa per ser una dona. Tanmateix, atès que el seu pare no va tenir fills, va anar a la sinagoga tots els dies durant un any, per recitar la pregària, desafiant la tradició de la seva congregació ortodoxa.
Es va graduar a la Walton High School Nova York, i després va estudiar al Hunter College of the City University of New York. El 1947 va obtenir el títol de Dret per la Columbia University.

## Carrera professional
El 1947 va ser admesa a la New York Bar i va començar a exercir a la ciutat de Nova York amb el bufet Pressman, Witt & Camme particularment en qüestions de dret laboral, en una època en què hi ha havia molt poques dones que exercien d'advocades. Al principi, va defensar casos de drets civils i va apel·lar sobre el cas de Willie McGee, un home negre condemnat el 1945 de violar una dona blanca a Mississipi i condemnat a mort per un jurat blanc que va deliberar durant només dos minuts i mig. Abzug va perdre l'apel·lació i l'home va ser executat. Posteriorment va assumir nombrosos casos sobre llibertats civils i drets civils, representant a diverses persones acusades pel senador Joseph McCarthy. Va fundar i va dirigir (1961–1970) el grup contra la guerra Women Strike for Peace i El 1971, es va unir a altres destacades feministes com Gloria Steinem, Shirley Chisholm, i Betty Friedan per fundar el National Women's Political Caucus.
Va ser una de les primers membres del Congrés que va donar suport als drets dels homosexuals, en presentar el primer projecte de llei de drets homosexuals, coneguda com la Llei d'Igualtat de 1974, amb el també demòcrata de Nova York, Ed Koch.
La seva carrera al Congrés va acabar amb un intent fallit per la nominació demòcrata per al Senat dels Estats Units el 1976, quan va perdre per estret marge davant de Daniel Patrick Moynihan. El 1975 el president Carter Carter la va nomenar presidenta de la Comissió Nacional sobre l'observança de l'Any Internacional de la Dona i, després, copresidenta de la Comissió Nacional Assessora per a la dona. El 1977 es va presentar sense èxit, a alcaldessa per a la ciutat de Nova York .
Va continuar treballant per promoure la seva visió de la igualtat i el poder per a les dones als Estats Units i a l'estranger denunciant la bretxa de gènere en tots els estaments. Va fundar i va dirigir diverses organitzacions de defensa de la dona, i va seguir al capdavan d'esdeveniments de la defensa feministes.
En la Cambra de Representants (1971–1977) va destacar per la seva oposició a la Guerra de Vietnam i el seu explícit suport a l'Esmena per la Igualtat de Drets, el dret a l'avortament i la legislació per la cura infantil. Va morir d'un infart.

## Llegat
En 1994 va ser admesa en el Saló Nacional de la Fama de Dones i va ser honrada, el 6 de març de 1997, a les Nacions Unides com una destacada ambientalista. A l'any següent, la revista feminista Ms. Magazine la va nomenar un model a seguir.
El 2004, la seva filla Liz Abzug, professora adjunta d'Estudis Urbans en el Barnard College i consultora política, va fundar l'Institut de Lideratge Bella Abzug (BALI) per orientar i capacitar les dones d'escoles secundàries i universitàries per tal que esdevinguin líders eficaces en assumptes cívics i polítics. El 2007 es va commemorar el trentè aniversari de la primera Conferència Nacional de Dones, que Bella Abzug havia presidit, el BALI va organitzar una Conferència Nacional de Dones al Hunter College (Nova York) en què, a més de celebrar la Conferència de 1977, es va abordar qüestions importants de les dones per al segle XXI.
El 2010, BALI va organitzar per segona vegada els premis Bella i Bella Fella. Les guanyadores van ser entre d'altres Gloria Steinem, Jennifer Raab, i.
El vídeo "Bella Abzug: Amb les seves pròpies paraules"va ser produït per Progressive Source Communications i per al Bella Abzug Leadership Institute.